# Praxis mit Meerblick – Volle Kraft voraus
Volle Kraft voraus ist ein deutscher Fernsehfilm von Jan Ruzicka aus dem Jahr 2025. Es handelt sich um den 23. Film der ARD-Reihe Praxis mit Meerblick mit Tanja Wedhorn als Ärztin Nora Kaminski in der Hauptrolle. Die deutsche Erstausstrahlung erfolgte am 11. April 2025 auf dem ARD-Sendeplatz „Endlich Freitag im Ersten“.

## Handlung
Nora plant mit Peer einen Segeltörn mit ihren alten WG-Kollegen aus Studienzeiten, der Musikerin Christiane und dem Schauspieler Olaf. Doch bei der Ankunft auf Rügen bricht Christiane vor den Augen von Nora zusammen, da sie einen Schwächeanfall erlitten hat, dabei geht ihre geliebte Geige in die Brüche. Nora bringt sie in die Praxis und informiert Peer und Olaf, die auf dem Boot warten. Kurz darauf klagt auch Olaf über Unwohlsein und taucht in der Praxis auf. Nora findet nichts, auch Dr. Stresow findet keine Ursache bei Olaf. Zurück auf dem Boot bricht Christiane wieder zusammen, dieses Mal lässt Nora sie in die Klinik bringen. Doch auch dort zeigen die Untersuchungen kein klares Bild. Erst als Nora die Bilder der Computertomografie genauer ansieht, findet sie die Ursache. Christiane hat ihnen nicht die Wahrheit erzählt, sie lebt ganz in der Nähe in einem Wohnwagen, dessen Heizung defekt ist und hat deshalb eine Kohlenmonoxydvergiftung erlitten. Nora und Bo kommen gerade noch rechtzeitig, um sie zu retten. 
Max möchte Nora einen Heiratsantrag machen und übt seinen Text, während er mit dem Boot unterwegs ist. Ungeschickterweise fällt ihm dabei der Ring ins Wasser. Mehrere Tauchversuche schlagen fehl, der Fischer Johannsen, der die Szene beobachtet, kann ihm zunächst auch nicht helfen. Später bringt er ihm einen frisch gefangenen Fisch vorbei, wo er beim Ausnehmen den Ring gefunden hat.
Dr. Heckmann hat sich für 6000 € ein Bild seines Lieblingsmalers gekauft, doch Roswitha und Michael finden heraus, dass es sich um eine Fälschung handeln muss, da in dem Jahr, das auf dem Bild angegeben ist, der Maler eine Schaffenskrise hatte.

## Produktionsnotizen
Die Dreharbeiten für Volle Kraft voraus erstreckten sich zeitgleich mit der nachfolgenden Episode Verlobung mit Hindernissen vom 9. April bis zum 13. Juni 2024. Die Produktion erfolgte durch die Real Film Berlin. Als Schauplätze dienten die Insel Rügen und die deutsche Landeshauptstadt Berlin.

## Rezeption

### Einschaltquote
Die Erstausstrahlung am 11. April 2025 im Ersten wurde von 3,38 Millionen Zuschauern gesehen, was einem Marktanteil von 14,4 % entspricht.

### Kritik
Die Kritiker der Fernsehzeitschrift TV Spielfilm zeigten mit dem Daumen nach oben und fassten den Film mit den Worten „Erbauliche Story über den Wert der Freundschaft“ zusammen.